# ヘンリー4世 (イングランド王)
ヘンリー4世（英語: Henry IV, 1366年4月3日 - 1413年3月20日）は、ランカスター朝最初のイングランド国王（在位：1399年 - 1413年）。エドワード3世の第6子（4男）ジョン・オブ・ゴーントと初代ランカスター公ヘンリー・オブ・グロスモントの次女ブランシュの長男。リンカンシャーのボリングブルック城で生まれたので、ヘンリー・ボリングブルック（Henry Bolingbroke）とも呼ばれる。即位前はヘレフォード公、ダービー伯、ノーサンプトン伯、レスター伯。

## 生涯

### 即位前の動向
1380年、第7代ヘレフォード伯ハンフリー・ド・ブーンの次女メアリーと結婚。メアリーの姉エレノアはヘンリーの叔父の1人・グロスター公トマス・オブ・ウッドストックに嫁いでいるため、2人は親族と同時に相婿の関係になった。メアリーは1394年に死去したため、王妃にはなっていない。
従兄のリチャード2世とは対立しあう関係で、グロスター公らと共に訴追派貴族のメンバーに加わり、1388年の無慈悲議会で国王の側近追放に1枚噛んでいる。直後に父が訴追派貴族とリチャード2世双方を仲裁したため事はそれ以上発展せず、ヘンリーは1390年から1392年にかけてドイツ騎士団のリトアニア遠征に加わっている。
1397年、リチャード2世が復讐を企てグロスター公ら訴追派貴族を追放・処刑した際、ヘンリーは例外としてヘレフォード公に叙されたが、翌1398年、リチャード2世にノーフォーク公トマス・モウブレーとの諍いを咎められ一転して追放処分を受けた。フランス・パリに追放されたヘンリーは相続権を奪われ、翌1399年2月に父が死んで残ったランカスター公領も没収された。
同年5月にリチャード2世がアイルランドへ遠征してイングランドを空けた隙を見て7月4日にイングランドに上陸。ノーサンバランド伯ヘンリー・パーシー・ホットスパー父子とウェストモーランド伯ラルフ・ネヴィルら北部貴族の協力を得て8月には遠征から帰還途中のリチャード2世をウェールズとの国境で破り、リチャード2世を逮捕した。そして9月30日、議会はリチャード2世の廃位とヘンリーの王位継承を議決、ヘンリーは国王ヘンリー4世に即位してランカスター朝を開いた（リチャード2世は翌1400年2月に獄死）。

### 相次ぐ諸侯の反乱
だが、治世の初期からヘンリー4世は続発する反乱に苦しめられ、1400年1月にリチャード2世の寵臣が謀反の容疑で捕らえられた。元エクセター公ジョン・ホランドと甥の元サリー公トマス・ホランド、ソールズベリー伯ジョン・モンタギュー、元グロスター伯トマス・ル・ディスペンサーの4人は公現祭でヘンリー4世暗殺を計画していたが、すぐに発覚して全員処刑された（エピファニー蜂起）。しかし、これはまだ始まりに過ぎなかった。
同年、ウェールズの豪族オワイン・グリンドゥール（オウェイン・グレンダワー）が反乱を起こし、15年にもなる長期戦が開始された（1400年 - 1415年）。スコットランド貴族のダグラス伯アーチボルド・ダグラスも北イングランドを荒らし回り、反撃に向かったノーサンバランド伯父子が1402年9月14日のホームドンの丘の戦いでダグラス伯を捕虜にする勝利を飾ったが、ヘンリー4世はダグラス伯の引き渡しとスコットランドからの身代金を要求したことでパーシー家とも対立、彼らをダグラス伯とグリンドゥールへ結びつけてしまった。
ヘンリー4世は反乱軍討伐へ向かい、1403年7月21日に西部のシュルーズベリー近郊でホットスパーとダグラス伯の軍勢と激突した（シュルーズベリーの戦い）。この戦いに勝ちホットスパーを討ち取ったヘンリー4世は戦闘に参加していなかったノーサンバランド伯を赦免したが、グリンドゥールの反乱は収まらずフランスがグリンドゥールを支援、ノーサンバランド伯が1405年にヨーク大司教リチャード・スクループ、ノーフォーク伯トマス・モウブレーらと組んで再度反乱を起こすなど尚も苦境に悩まされた。だが、長男のヘンリー王太子（後のヘンリー5世）、ウェストモーランド伯らの働きもあってそれらは鎮圧され大司教とノーフォーク伯は処刑、スコットランドへ逃げ延びたノーサンバランド伯も1408年にブラマム・ムーアの戦いで敗死して北イングランドは安定を見せた。グリンドゥールも討伐に向かった王太子の軍勢に破られる中で行方不明となり、ウェールズも情勢が落ち着いたことで晩年の治世は安定した。

### フランス、スコットランドへの対応
1405年の反乱平定以後ヘンリー4世は体調を崩し、政治運営がままならなくなったため、王太子が代わって国政に関与するようになり、ウェールズ平定の功績が大きいこともあり人気が高まっていた。百年戦争で休戦中のフランスに対する外交でヘンリー4世と王太子父子は対立、内乱で混乱しているフランスへの軍事介入に慎重なヘンリー4世に対し、王太子は北フランスへの積極的進出を唱えたため、1412年にヘンリー4世は補佐を行う評議会のメンバーを入れ替えて王太子を始めとする主戦派を更迭、次男のトマスなど自派の人間に交替させたため、一時父子の仲は悪化したが程無く和解している。
ただ、ヘンリー4世もフランス進出に意欲的な時期があった。1403年、自身の再婚を切っ掛けにフランス北西部に当たるブルターニュへの介入を狙い、ブルターニュ公ジャン4世の未亡人ジャンヌ・ド・ナヴァール（ジョーン・オブ・ナヴァール）と再婚する。しかし、ヘンリー4世の意図を見抜いたブルターニュ貴族オリヴィエ・ド・クリッソンの計らいでジャンヌと先夫との間の息子達（ジャン5世、アルテュールなど）はイングランドへ連れて行かれないようフランス王室へ預けられ、ヘンリー4世の目論見は頓挫した。ジャンヌとヘンリー4世との間に子供はいない。
他の事跡として、1406年、スコットランド王ロバート3世の嗣子ジェームズ（後のジェームズ1世）を捕らえ、人質とした。この時期のスコットランドはフランスとの同盟で油断出来なかったが、内乱で分裂していた上、ジェームズの安全を考えると迂闊な行動を取れずイングランドの脅威では無かった。また1407年、父の3度目の夫人キャサリン・スウィンフォードとの間に生まれた4人の異母弟妹（ジョン、ヘンリー、トマス、ジョウン）たちが将来の王位継承の不安材料となるため、「キャサリンの子女の嫡出は認めるが、王位継承の権利は排除する」と改めた。
1413年3月20日、リトアニア遠征の時にかかった伝染性疾患のため、ウェストミンスター寺院にて崩御した。最期の状況は、ヘンリー4世が寺院内のエドワード懺悔王の礼拝堂で祈っていた所、発作に襲われそのまま崩御したとされ、そこに飾ってあったリチャード2世の肖像画に見つめられていたといわれる。遺言によりカンタベリー大聖堂へ埋葬され、王太子がヘンリー5世として即位した。

## 子女
最初の妻メアリー・ド・ブーンとの間に5男2女を儲けた。
- エドワード（1382年）
- ヘンリー5世（1387年 - 1422年）
- トマス（1388年 - 1421年） - クラレンス公
- ジョン（1389年 - 1435年） - ベッドフォード公
- ハンフリー（1390年 - 1447年） - グロスター公
- ブランシュ（1392年 - 1409年） - プファルツ選帝侯ルートヴィヒ3世と結婚
- フィリッパ（1394年 - 1430年） - デンマーク・スウェーデン・ノルウェーの王エーリク7世と結婚

2番目の妻でナバラ王カルロス2世の娘ジョーン・オブ・ナヴァールとの間に子はいない。

## 系図
|                                      |                                      |                                      |                                      |                                      |                                      |  |  |            |            |            |            |            |            |  |  |                                |                                |                                |                                |                                |                                |  |  |                      |                      |                      |                      |                      |                      |  |  |              |            |            |            |            |            |  |  |  |  |  |  |  |  |  |  |  |  |  |  |  |  |  |  |  |  |  |  |  |  |  |  |
| （プランタジネット朝） エドワード3世 |                                      |                                      |                                      |                                      |                                      |  |  |            |            |            |            |            |            |  |  |                                |                                |                                |                                |                                |                                |  |  |                      |                      |                      |                      |                      |                      |  |  |              |            |            |            |            |            |  |  |  |  |  |  |  |  |  |  |  |  |  |  |  |  |  |  |  |  |  |  |  |  |  |  |
|                                      |                                      |                                      |                                      |                                      |                                      |  |  |            |            |            |            |            |            |  |  |                                |                                |                                |                                |                                |                                |  |  |                      |                      |                      |                      |                      |                      |  |  |              |            |            |            |            |            |  |  |  |  |  |  |  |  |  |  |  |  |  |  |  |  |  |  |  |  |  |  |  |  |  |  |
|                                      |                                      |                                      |                                      |                                      |                                      |  |  |            |            |            |            |            |            |  |  |                                |                                |                                |                                |                                |                                |  |  |                      |                      |                      |                      |                      |                      |  |  |              |            |            |            |            |            |  |  |  |  |  |  |  |  |  |  |  |  |  |  |  |  |  |  |  |  |  |  |  |  |  |  |
| エドワード黒太子                     | エドワード黒太子                     | エドワード黒太子                     | エドワード黒太子                     | エドワード黒太子                     | エドワード黒太子                     |  |  | ライオネル | ライオネル | ライオネル | ライオネル | ライオネル | ライオネル |  |  | ジョン                         | ジョン                         | ジョン                         | ジョン                         | ジョン                         | ジョン                         |  |  |                      |                      |                      |                      |                      |                      |  |  | エドマンド   | エドマンド | エドマンド | エドマンド | エドマンド | エドマンド |  |  |  |  |  |  |  |  |  |  |  |  |  |  |  |  |  |  |  |  |  |  |  |  |  |  |
| エドワード黒太子                     | エドワード黒太子                     | エドワード黒太子                     | エドワード黒太子                     | エドワード黒太子                     | エドワード黒太子                     |  |  | ライオネル | ライオネル | ライオネル | ライオネル | ライオネル | ライオネル |  |  | ジョン                         | ジョン                         | ジョン                         | ジョン                         | ジョン                         | ジョン                         |  |  |                      |                      |                      |                      |                      |                      |  |  | エドマンド   | エドマンド | エドマンド | エドマンド | エドマンド | エドマンド |  |  |  |  |  |  |  |  |  |  |  |  |  |  |  |  |  |  |  |  |  |  |  |  |  |  |
|                                      |                                      |                                      |                                      |                                      |                                      |  |  |            |            |            |            |            |            |  |  |                                |                                |                                |                                |                                |                                |  |  |                      |                      |                      |                      |                      |                      |  |  |              |            |            |            |            |            |  |  |  |  |  |  |  |  |  |  |  |  |  |  |  |  |  |  |  |  |  |  |  |  |  |  |
| （プランタジネット朝） リチャード2世 | （プランタジネット朝） リチャード2世 | （プランタジネット朝） リチャード2世 | （プランタジネット朝） リチャード2世 | （プランタジネット朝） リチャード2世 | （プランタジネット朝） リチャード2世 |  |  |            |            |            |            |            |            |  |  | （ランカスター朝） ヘンリー4世 | （ランカスター朝） ヘンリー4世 | （ランカスター朝） ヘンリー4世 | （ランカスター朝） ヘンリー4世 | （ランカスター朝） ヘンリー4世 | （ランカスター朝） ヘンリー4世 |  |  | ジョン・ボーフォート | ジョン・ボーフォート | ジョン・ボーフォート | ジョン・ボーフォート | ジョン・ボーフォート | ジョン・ボーフォート |  |  |              |            |            |            |            |            |  |  |  |  |  |  |  |  |  |  |  |  |  |  |  |  |  |  |  |  |  |  |  |  |  |  |
| （プランタジネット朝） リチャード2世 | （プランタジネット朝） リチャード2世 | （プランタジネット朝） リチャード2世 | （プランタジネット朝） リチャード2世 | （プランタジネット朝） リチャード2世 | （プランタジネット朝） リチャード2世 |  |  |            |            |            |            |            |            |  |  | （ランカスター朝） ヘンリー4世 | （ランカスター朝） ヘンリー4世 | （ランカスター朝） ヘンリー4世 | （ランカスター朝） ヘンリー4世 | （ランカスター朝） ヘンリー4世 | （ランカスター朝） ヘンリー4世 |  |  | ジョン・ボーフォート | ジョン・ボーフォート | ジョン・ボーフォート | ジョン・ボーフォート | ジョン・ボーフォート | ジョン・ボーフォート |  |  |              |            |            |            |            |            |  |  |  |  |  |  |  |  |  |  |  |  |  |  |  |  |  |  |  |  |  |  |  |  |  |  |
|                                      |                                      |                                      |                                      |                                      |                                      |  |  |            |            |            |            |            |            |  |  |                                |                                |                                |                                |                                |                                |  |  |                      |                      |                      |                      |                      |                      |  |  |              |            |            |            |            |            |  |  |  |  |  |  |  |  |  |  |  |  |  |  |  |  |  |  |  |  |  |  |  |  |  |  |
|                                      |                                      |                                      |                                      |                                      |                                      |  |  |            |            |            |            |            |            |  |  | ヘンリー5世                    |                                |                                |                                |                                |                                |  |  |                      |                      |                      |                      |                      |                      |  |  |              |            |            |            |            |            |  |  |  |  |  |  |  |  |  |  |  |  |  |  |  |  |  |  |  |  |  |  |  |  |  |  |
|                                      |                                      |                                      |                                      |                                      |                                      |  |  |            |            |            |            |            |            |  |  |                                |                                |                                |                                |                                |                                |  |  |                      |                      |                      |                      |                      |                      |  |  | （ヨーク朝） |            |            |            |            |            |  |  |  |  |  |  |  |  |  |  |  |  |  |  |  |  |  |  |  |  |  |  |  |  |  |  |
|                                      |                                      |                                      |                                      |                                      |                                      |  |  |            |            |            |            |            |            |  |  | ヘンリー6世                    |                                |                                |                                |                                |                                |  |  |                      |                      |                      |                      |                      |                      |  |  |              |            |            |            |            |            |  |  |  |  |  |  |  |  |  |  |  |  |  |  |  |  |  |  |  |  |  |  |  |  |  |  |
|                                      |                                      |                                      |                                      |                                      |                                      |  |  |            |            |            |            |            |            |  |  |                                |                                |                                |                                |                                |                                |  |  | （テューダー朝）     |                      |                      |                      |                      |                      |  |  |              |            |            |            |            |            |  |  |  |  |  |  |  |  |  |  |  |  |  |  |  |  |  |  |  |  |  |  |  |  |  |  |